# 1992 en Tunisie
Chronologie de la Tunisie
- 1988
- 1989
- 1990
- 1991
- 1992
- 1993
- 1994
- 1995
- 1996

Cet article présente les faits marquants de l'année 1992 en Tunisie ou relatifs à la Tunisie.

## Événements
- 5 mars : le président Zine el-Abidine Ben Ali élève au niveau d'un ministère le secrétariat d'État aux Affaires religieuses.
- 1er juin : Mehmet Etchengic, vice-Premier ministre de Bosnie-Herzégovine est en visite en Tunisie[1].
- 30 juillet : le gouvernement soudanais rompt ses relations diplomatiques avec la Tunisie qui l'accuse de soutenir des activités islamistes sur son territoire.
- août : les observateurs d'Amnesty International présents lors des procès de Bab Saadoun et de Bouchoucha, du nom des juridictions militaires devant lesquelles sont traduits 265 islamistes d'Ennahdha pour un supposé complot, constatent la violation de nombreuses règles élémentaires de justice ; l'allégation de complot a été retenue en 1991 alors que plusieurs prévenus étaient déjà arrêtés en 1990 ; les peines prononcées, considérées comme très lourdes, vont jusqu'à vingt ans de prison voire l'emprisonnement à vie[2].
  - 28 août : 35 membres du mouvement Ennahdha sont condamnés à la prison à vie dont le chef du mouvement Rached Ghannouchi ; aucune des 19 peines de mort demandées par le procureur n'a été accordée[3].

## Économie
- La Société anonyme tunisienne de production et d'expansion cinématographique, établissement public tunisien créé en 1957, disparaît en 1992 ; il était chargé de la production, de l'importation, de la distribution, et de l'exploitation de films tunisiens.

## Sports

### Athlétisme
- Championnats de Tunisie d'athlétisme 1992

### Football
- Équipe de Tunisie de football en 1992
- Championnat de Tunisie de football 1991-1992
- Championnat de Tunisie de football 1992-1993
- Coupe de Tunisie de football 1991-1992
- Coupe de Tunisie de football 1992-1993

### Handball
- Championnat de Tunisie masculin de handball 1991-1992
- Championnat de Tunisie masculin de handball 1992-1993

### Volley-ball
- Championnat de Tunisie masculin de volley-ball 1991-1992
- Championnat de Tunisie masculin de volley-ball 1992-1993

## Culture
- Bezness, film tunisien réalisé en 1992 par Nouri Bouzid.
- Le Sultan de la médina, film tunisien réalisé en 1992 par Moncef Dhouib.
- Un vampire au paradis, film franco-algéro-tunisien réalisé par Abdelkrim Bahloul, sorti en 1992 et produite par Jean-Claude Patrice pour Les Films Auramax, est une comédie avec pour principaux interprètes Bruno Cremer, Brigitte Fossey, Farid Chopel, Laure Marsac, Hélène Surgère et Abdellatif Kechiche.

## Naissances en 1992
- Naissance en Tunisie en 1992

## Décès en 1992
- Décès en Tunisie en 1992